# Burg Falkenstein (Waldhof)
Die Burg Falkenstein ist die Ruine einer hochmittelalterlichen Spornburg bei Waldhof-Falkenstein an der Our im Eifelkreis Bitburg-Prüm in Rheinland-Pfalz.

## Lage
Die Burg liegt auf einem steilen 350 m ü. NHN hohen Bergsporn über dem Ourtal im Deutsch-Luxemburgischen Naturpark (Naturschutzgebiet „Ourschleife-Falkenstein“) und ist über einen schmalen Felspfad zu erreichen.

## Geschichte
Vermutlich wurde die Burg in der ersten Hälfte des 12. Jahrhunderts von den Edelherren von Falkenstein erbaut und später von den Grafen von Manderscheid weiter ausgebaut. Die Hauptburg und die Burgkapelle stammen aus dem 12. bis 14. Jahrhundert. 1679 wurde die Burg zerstört, später wieder aufgebaut.
Burg Falkenstein, bis Ende des 18. Jahrhunderts zum Herzogtum Luxemburg gehörend, war bis zum Tode seiner letzten Bewohnerin Anna-Maria de la Gardelle von Falkenstein,  Tochter von Adam Heinrich de la Gardelle von Falkenstein,  im Besitz der Französisch-Luxemburgischen Familie de la Gardelle von Falkenstein (de Fauconpierre).
Die Burg ging 1815 an Preußen, 1886 wurde die Burg an einen Privatmann verkauft und das Wohnhaus ausgebaut. Heute ist die Ruine mit Wohnhaus und Kapelle weiter im Privatbesitz und wird bewohnt.

## Anlage
Von der ehemaligen Burganlage erhalten sind noch das Burgtor, Teile der Schildmauer, eine Wand des Palas, Teile des Zwingers, ein Wehrturm, Gewölbegänge, die Kapelle und Mauerreste der Stallungen und des Gesindehauses.